# Душан Калаба
Душан Калаба (25. мај 1996, Београд, Србија) је српски друмски бициклиста, који тренутно наступа за италијански клуб Нортвејв Сијатек Олмо. Државни је првак Србије у друмском бициклизму 2017. године.

## Резултати
2013
Првенство Србије у друмском бициклизму
2. место друмска трка
3. место хронометар
2014
3. место хронометар, Првенство Србије у друмском бициклизму (јуниори)
4. место генерално Трофеј Милана Панића
2016
2. место хронометар, Првенство Србије у друмском бициклизму
10. место Трофеј Умага
2017
1. место  друмска трка, Првенство Србије у друмском бициклизму
2. место генерално Тур по Ксингтају
1.  класификација по бодовима
1.  млад возаћ
5. место Велика награда Терекбалинта
2018
3. место друмска трка, Првенство Србије у друмском бициклизму
2019
5. место друмска трка, Првенство Србије у друмском бициклизму